# Oyster Bay Cove
Oyster Bay Cove és una població dels Estats Units a l'estat de Nova York. Segons el cens del 2000 tenia 2.262 habitants.

## Demografia
Segons el cens del 2000, Oyster Bay Cove tenia 2.262 habitants, 725 habitatges, i 633 famílies. La densitat de població era de 207,9 habitants per km².
Dels 725 habitatges en un 42,5% hi vivien nens de menys de 18 anys, en un 82,3% hi vivien parelles casades, en un 3,4% dones solteres, i en un 12,6% no eren unitats familiars. En el 9,9% dels habitatges hi vivien persones soles el 4,3% de les quals corresponia a persones de 65 anys o més que vivien soles. El nombre mitjà de persones vivint en cada habitatge era de 3,12 i el nombre mitjà de persones que vivien en cada família era de 3,31.
Per edats la població es repartia de la següent manera: un 28,4% tenia menys de 18 anys, un 5,5% entre 18 i 24, un 21,9% entre 25 i 44, un 32,3% de 45 a 60 i un 11,9% 65 anys o més.
L'edat mediana era de 42 anys. Per cada 100 dones de 18 o més anys hi havia 98,5 homes.
Entorn de l'1,3% de les famílies i el 2,6% de la població estaven per davall del llindar de pobresa.